# Sarcocheilichthys nigripinnis
Sarcocheilichthys nigripinnis és una espècie de peix cipriniforme de la família dels ciprínids.